# ЧС200
ЧС200 (Чехословацкого производства, максимальная скорость 200 км/ч; заводские обозначения типа — 66E0, 66E1) — скоростной пассажирский двухсекционный восьмиосный электровоз постоянного тока, выпущенный в Чехословакии заводом Škoda в г. Пльзень в 1974 году, и с 1979 по 1980 год, для эксплуатации в СССР на скоростных участках линии Ленинград — Москва, с максимальной скоростью 200 км/ч и конструкционной скоростью 220 км/ч. Всего заводом было выпущено 12 электровозов этой серии.

## История создания электровоза
Ввиду возросшей необходимости перевода скоростного движения линии Ленинград — Москва на электрическую тягу с мощными и скоростными локомотивами, а впоследствии и обновления локомотивного парка на линии Ленинград — Москва, Правительством СССР совместно с МПС было принято решение о заказе в Чехословакии на народном предприятии Škoda в городе Пльзень нового мощного скоростного электровоза постоянного тока, способного развивать скорость 200 км/ч, мощностью двигателей 1050 кВт в часовом режиме, и 1000 кВт в длительном режиме. В 1969 году началась разработка и проектирование нового скоростного электровоза с условным обозначением ЧС200 (что означало: чехословацкий, с расчётной скоростью при эксплуатации 200 км/ч) и индексом разработки 66E0, что означало: серия электровоза постоянного тока 66, испытательный (прототип). Руководителем проекта был назначен ведущий инженер завода Франтишек Палик. Основой проекта стал уже эксплуатирующийся и прекрасно зарекомендовавший себя на железных дорогах СССР электровоз постоянного тока ЧС2. Однако, в проект ЧС200 было внесено немало значительных изменений. Исходя из расчета тяги, разгона, а также поддержания скорости стало ясно, что электровоз будет двухсекционным и не похожим ни на одного из своих предшественников.
Мощность электровоза была определена из условий движения поезда, состоящего из 12—14 четырехосных пассажирских вагонов с установившейся скоростью 200 км/ч, с учётом замедлений и разгона такого поезда в местах ограничения скорости. Последнее требовало увеличения мощности тяговых электродвигателей примерно на 40 % по сравнению с мощностью, необходимой для ведения поезда с установившейся скоростью. Так как необходимая мощность электровоза должна быть порядка 8000 кВт, а мощность одного электродвигателя составляла около 1000 кВт, то количество тяговых электродвигателей определялось как восемь. Это, в свою очередь, определило, что локомотив должен быть восьмиосным. Такое решение позволило также одновременно получить приемлемую для высоких скоростей нагрузку от колёсных пар на рельсы.
Немаловажным в достижении скорости является и то, что в процессе разработки и проектирования форма кузова и кабин электровоза менялась четырежды. Вначале основой проектирования стал кузов электровоза ЧС2 в двухсекционном восьмиосном исполнении, позднее разрабатываемый параллельно кузов электровоза ЧС2Т серии 63E, но испытания макетов этих кузовов в аэродинамической трубе на скорость потока воздуха 220 км/ч показали невысокие результаты, хотя электровоз ЧС2 и удавалось разогнать до 183 км/ч на Октябрьской железной дороге. Решение пришло неожиданно — во время испытаний на экспериментальном кольце Велим (ŽZO Velim), также известном, как полигон Церхенице (ŽZO Cerhenice), прототипа электровоза переменно-постоянного тока ES499.0 (заводской тип 55E0). Он был построен для Чехословацких железных дорог, и при испытаниях развил скорость 219 км/ч. Вариант кузова и кабины этого электровоза и стал окончательным в постройке опытных ЧС200.
В начале 1974 года завод Škoda закончил строительство двух опытных электровозов ЧС200-001 (зав. № 6435) и ЧС200-002 (зав. № 6436). 24 июля 1974 года электровоз ЧС200-001, имеющий ширину колеи 1435 мм, на экспериментальном кольце Велим в Чехословакии развил скорость 210 км/ч. В конце 1974 года оба электровоза ЧС200 прибыли в локомотивное депо Ленинград-Пассажирский-Московский (ТЧЭ-8) Октябрьской железной дороги для прохождения скоростных испытаний. Впоследствии разработка и строительство именно этих двух электровозов стало основой в строительстве серийных электровозов ЧС200 (тип 66Е1), ЧС6 (серия 50Е) и ЧС7 (серия 82Е).
C 1979 года по 1980 год заводом Škoda была изготовлена партия из 10 серийных электровозов ЧС200 (заводской тип 66Е1), в конструкции которых были внесены изменения и усовершенствования с учетом опыта испытаний электровозов ЧС200-001 и ЧС200-002, с испытанной скоростью 220 км/ч. Эти электровозы получили номера с 003 по 012.

## Конструкция

### Механическая часть
Электровоз ЧС200 представляет собой двухсекционный локомотив, каждая секция которого имеет кузов сварной конструкции с несущей рамой, опирающейся на две двухосные тележки с цельнокатанными колёсными парами, при помощи люлечного подвешивания. Секции электровоза соединены жесткой шарнирной сцепкой-балкой с использованием ударно-челюстного механизма. Первая причина такого решения — установка такой сцепки исключает возможность саморасцепа секций при болтанке, возникающей на высоких скоростях. Другой причиной является наличие только одного управляющего силовыми контакторами промежуточного барабанного контроллера (ПБК) типа 330, установленного в секции № 1, что исключает работу каждой секции по отдельности. Для плавности хода, гашения поперечных колебаний и предотвращения заваливания кузова в кривых, обе секции электровоза оборудованы гасителями колебаний западногерманской фирмы Boge и голландской фирмы Koni. Кабины машиниста оборудованы кондиционерами и приточной вентиляцией.
На первых двух электровозах ЧС200 кабины машиниста имели угловатую форму. На серийных электровозах была изменена кабина машиниста и форма кузова, она стала более узкой и более обтекаемой; кузов был укорочен на 1080 мм.

ЧС200-002 первоначального исполнения
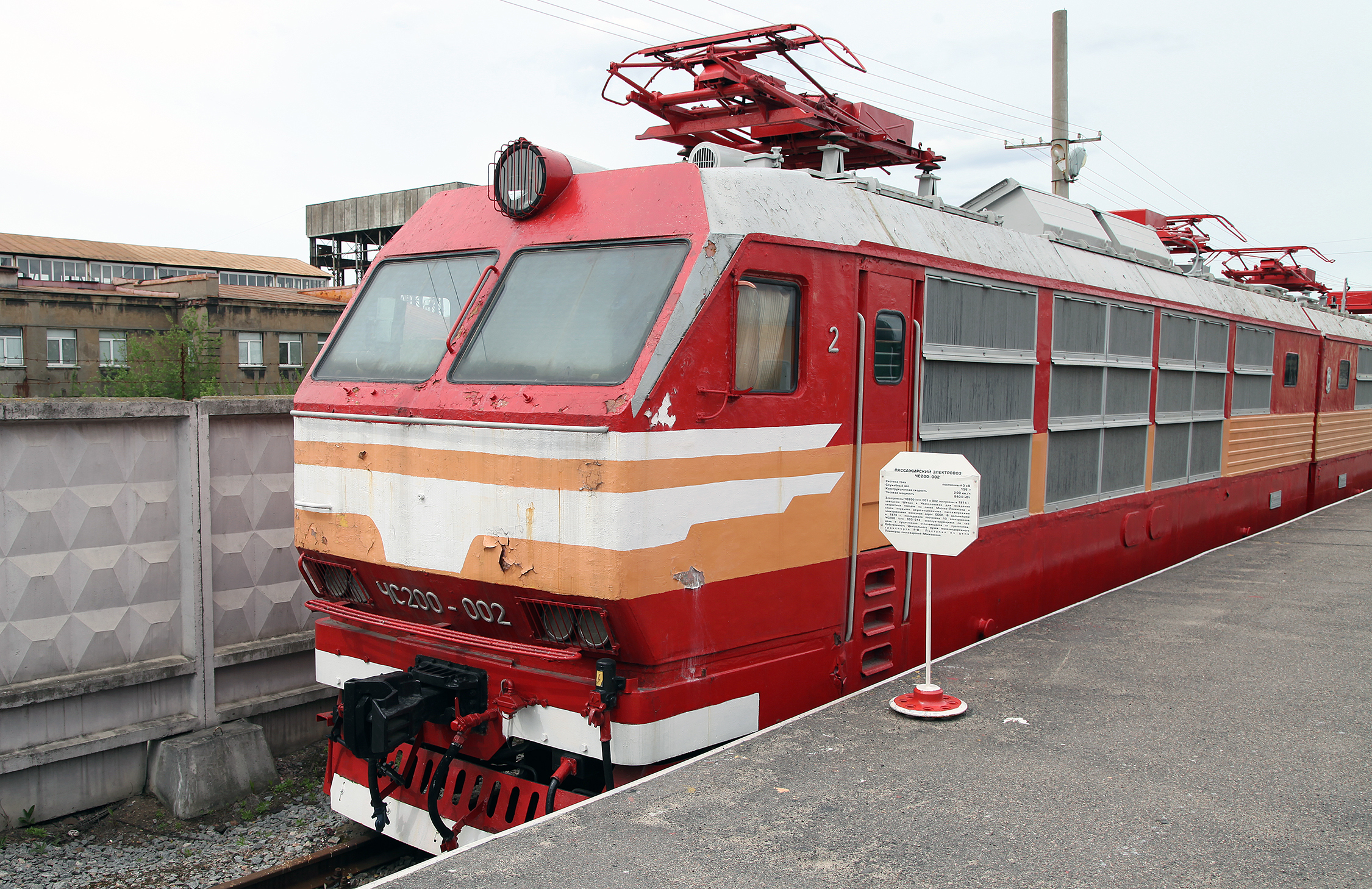
ЧС200-002 Варшавском вокзале Санкт-Петербурга
- Внешний вид и кабина электровоза ЧС200-002

ЧС200 серийного исполнения
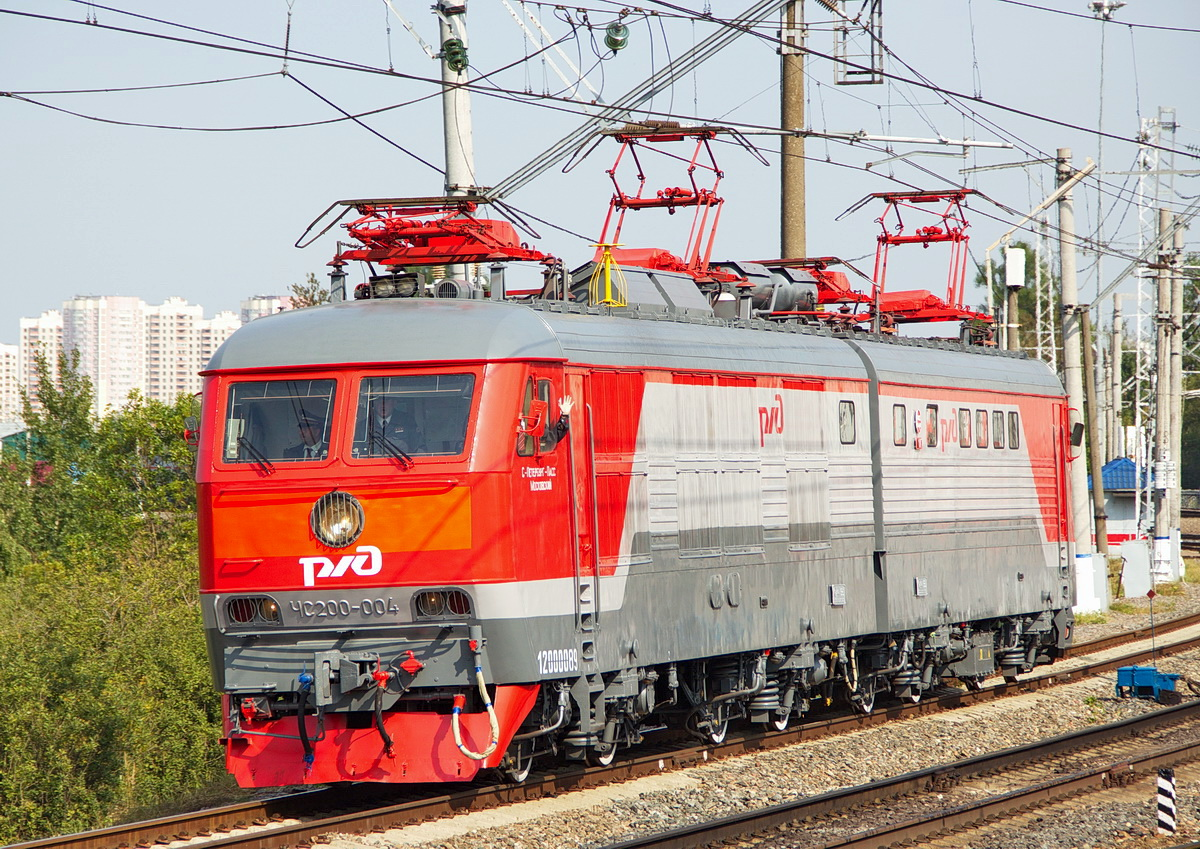
ЧС200-004 в красно-серой корпоративной окраске РЖД
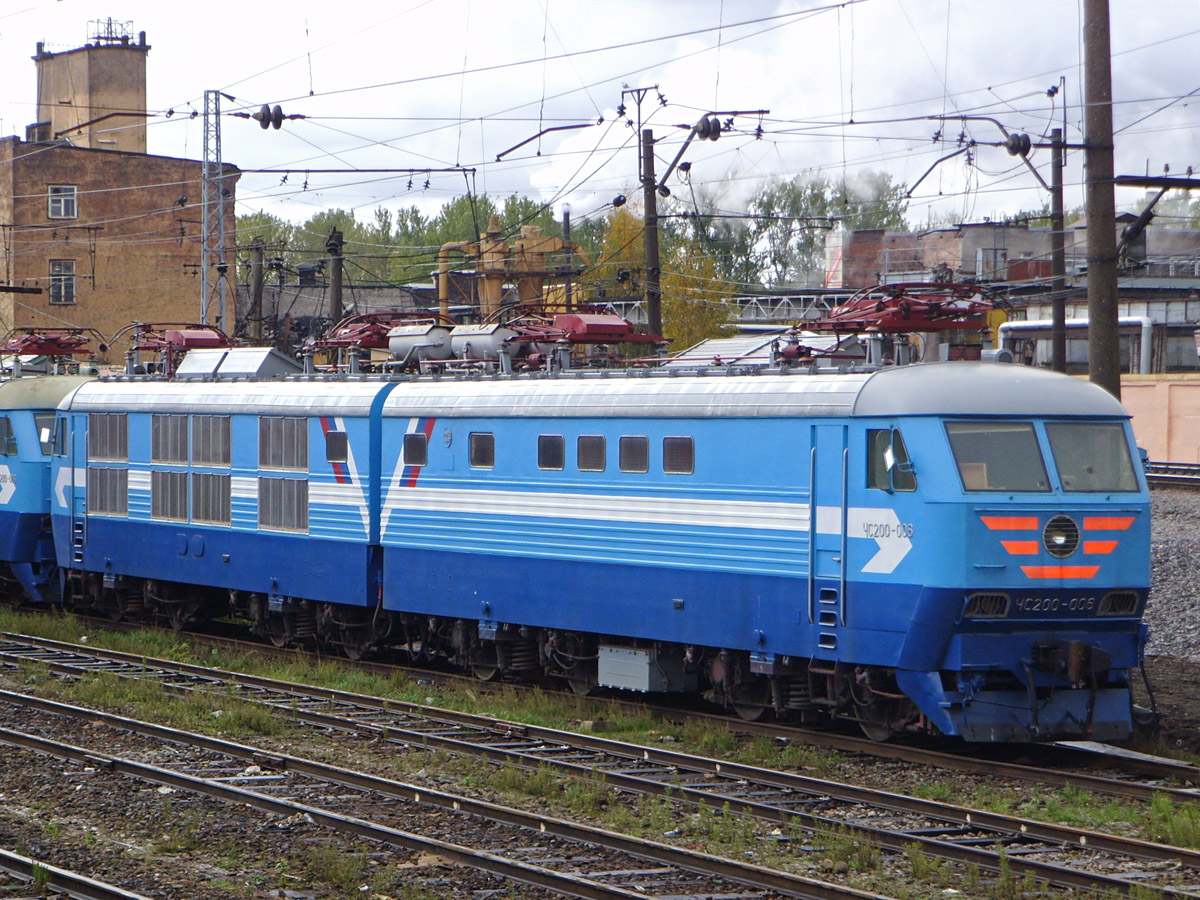
ЧС200-006 в голубо-синей окраске с белой полосой
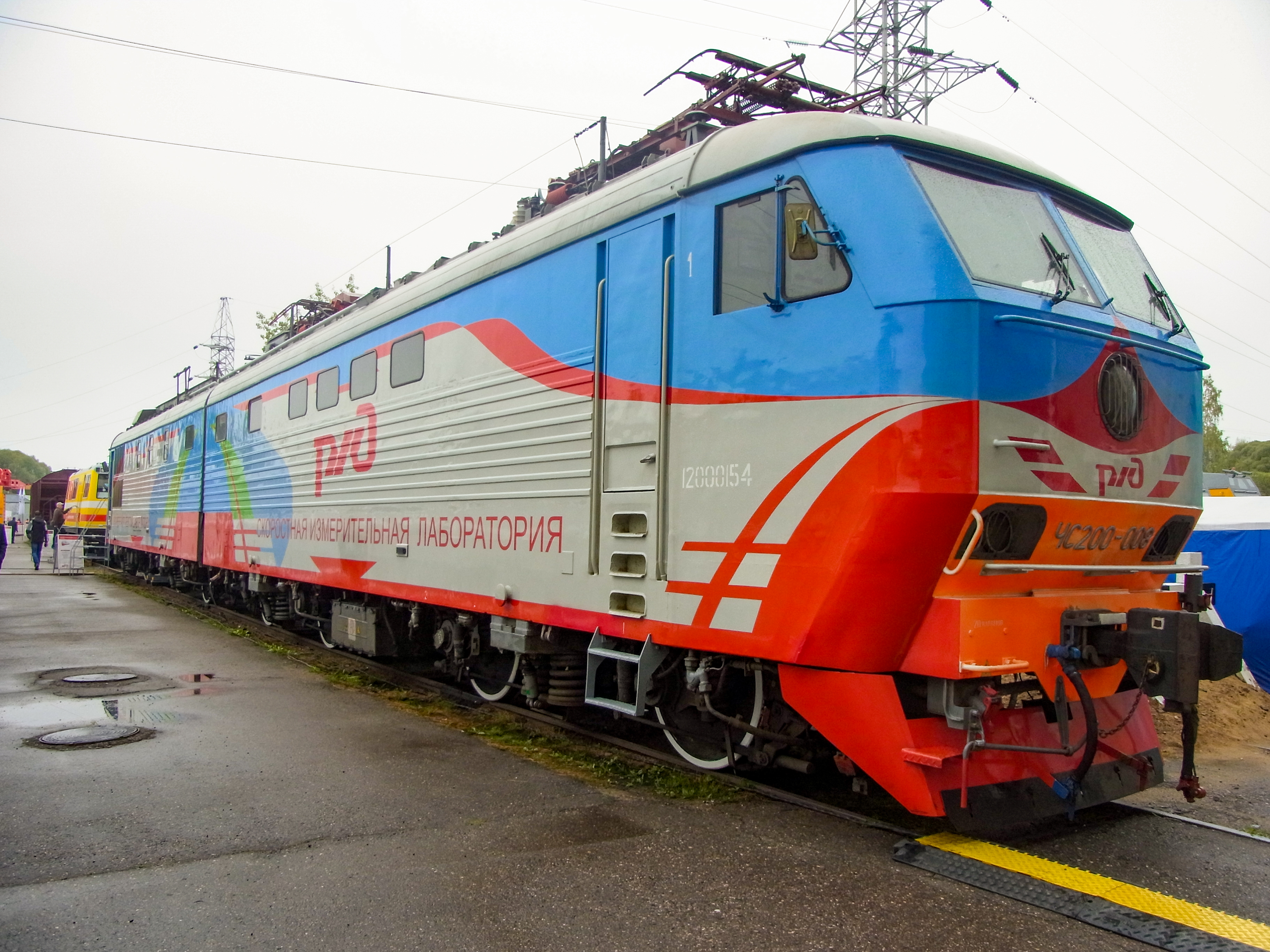
Скоростная лаборатория ЧС200-008 в голубо-красно-сероватой окраске
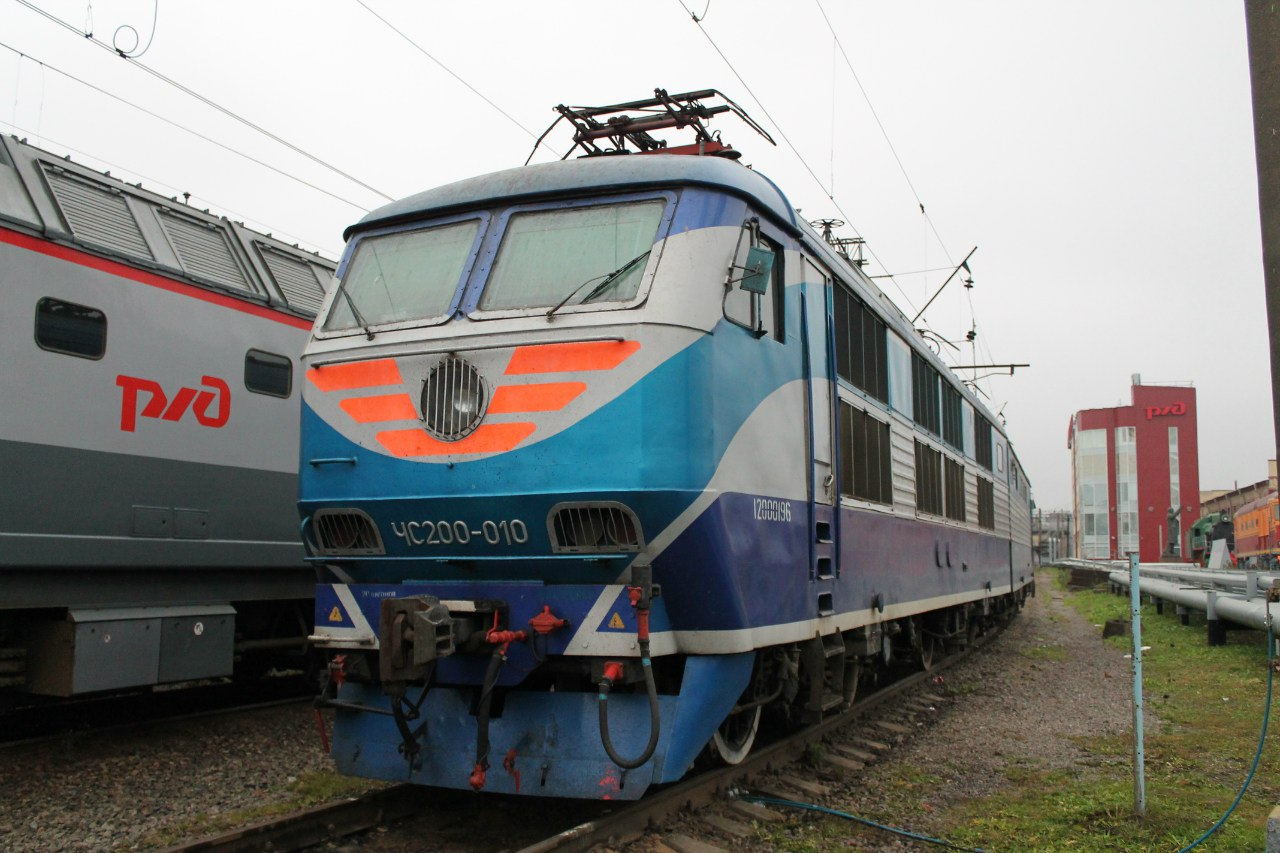
ЧС200-010 в голубо-бело-синей окраске на территории депо Санкт-Петербург-Пассажирский-Московский

### Электрическая часть
По электрической схеме ЧС200 — два электровоза с раздельными силовыми цепями, работающие по системе многих единиц, и поэтому не имеющие последовательного соединения всех восьми тяговых электродвигателей (ТЭД), что для электровозов постоянного тока с реостатным регулированием нетипично и порождает проблемы.
Ввиду высокой мощности электровоза с целью снижения токовых нагрузок на контактный провод и снижения риска его пережога в месте касания токоприёмников на каждой секции установлено не по одному токоприёмнику, а по два. Из-за большой силы тока при трогании и разгоне электровоза на малых скоростях для исключения пережога контактного провода необходимо поднимать три токоприёмника из четырёх. В дальнейшем электровоз может следовать с двумя поднятыми токоприёмниками, по одному на секцию.
На первых двух электровозах были установлены асимметричные токоприёмники AM18U французской фирмы Fevlei. На серийных электровозах 66Е1 вместо них были установлены отечественные симметричные двухступенчатые токоприемники ТСп-6м разработки И. А. Беляева и В. А. Шияна, конструкция которых параллельно испытывалась на электропоезде ЭР200. Также на серийных машинах была изменена электрическая схема и увеличена мощность двигателей электровозов, для вождения поездов с большим количеством вагонов.

#### Электронные системы

##### Система автоматической локомотивной сигнализации
Электровозы ЧС200, как и электропоезда серии ЭР200, изначально были оборудованы системой автоматической локомотивной сигнализации АЛС-200. В случае превышения электровозом скорости, допустимой для данного блок-участка пути, система АЛС-200 подавала сигнал об этом в систему автоматического управления скоростью ARR-200. Система ARR-200 осуществляла автоматическое служебное торможение поезда.

##### Система автоматического управления скоростью
Электровозы ЧС200 изначально были оборудованы системой автоматического управления скоростью типа ARR-200 (в литературе также встречается термин "регулятор скорости ARR-200"). Данная система позволяла разгонять либо тормозить электровоз до скорости, заданной машинистом либо системой автоведения и в дальнейшем поддерживать заданную скорость. В случае превышения электровозом скорости, допустимой для данного блок-участка пути (что контролировала система АЛС-200) система ARR-200 осуществляла автоматическое служебное торможение поезда.

##### Система автоведения
Электровозы ЧС200 изначально были оборудованы системой автоведения, разработанной МИИТом и ГТСС. Данная система должна была обеспечивать автоматическое ведение поезда под контролем машиниста с соблюдением графика движения (с точностью до 30 с), автоматическое выполнение постоянных и временных ограничений скорости и экономию электроэнергии за счёт автоматического выбора рациональных скоростей движения и моментов выключения двигателей. Система автоведения в режиме автоведения управляла электровозом через систему автоматического управления скоростью ARR-200. Поэтому система автоведения выполняла только функции регулятора времени хода: на основании расписания движения, текущего времени, допустимой скорости и другой информации о движении электровоза система автоведения задавала скорость движения и давала команды включения (выключения) тяговых двигателей.
Аппаратура системы автоведения размещалась в двух блоках — на пульте управления и в вычислительном блоке. На пульте управления размещались ограны управления системой и цифровой дисплей для вывода информации о параметрах движения и работе системы. В вычислительном блоке находились блок питания, микроЭВМ Электроника С5-12, блок репрограммируемого постоянного запоминающего устройства (РПЗУ) и блок ввода-вывода.
Центром системы автоведения являлась одна из первых отечественных микроЭВМ общего применения Электроника С5-12, находящаяся в вычислительном блоке. Она имела 16-разрядный процессор с частотой 10000 операций в секунду, оперативное запоминающее устройство (ОЗУ) емкостью 256 байт, постоянное запоминающее устройство (ПЗУ) на 4 Кбайта. МикроЭВМ осуществляла обмен информацией с блоком РПЗУ и блоком ввода-вывода, которые находились вместе с ней в вычислительном блоке. Через блок ввода-вывода осуществлялось взаимодействие микроЭВМ с внешними устройствами – датчиком скорости и системой автоматического управления скоростью ARR-200. Также микроЭВМ взаимодействовала с блоком индикации и блоком органов управления, установленными на пульте управления.
Блок репрограммируемого постоянного запоминающего устройства (РПЗУ) обеспечивает хранение в системе данных об участке пути и графике движения поезда. Эта информация записывается в интегральные микросхемы серии К573РФ2, установленные в блоке, и может перезаписываться многократно (например, при изменении графика движения). Микросхемы блока подключаются непосредственно к общей шине микроЭВМ и передают в неё необходимые данные по запросам из неё. Объём памяти РПЗУ — 4 Кбайта, габаритные размеры — 280х220х40 мм. Предусмотрена возможность снятия РПЗУ для его перезаписи.
Блок ввода-вывода осуществляет взаимодействие микроЭВМ с датчиком скорости и системой ARR-200. Датчик скорости типа ДПС-2, разработанный ГТСС, служит для измерения скорости движения электровоза. Он установлен на оси колёсной пары и имеет два независимых канала измерения скорости. Сигналы с этих каналов поступают в приёмник датчика скорости в блоке ввода-вывода. На выходе приёмника формируется импульсный сигнал с частотой, пропорциональной скорости движения. Этот сигнал поступает в микроЭВМ на вход таймера, работающего в режиме счётчика импульсов. При отказе одного из каналов датчика скорости приёмник датчика скорости посылает в ЭВМ данные с другого канала и информирует об этой неисправности.
В режиме автоведения значение заданной скорости, а также команды включения и выключения тяговых двигателей (ТЭД) формируются микроЭВМ в цифровом виде и поступают в блок ввода-вывода. Значение заданной скорости поступает в АЦП данного блока, где преобразуется в аналоговый сигнал, поступающий в систему ARR-200. Команда включения (выключения) тяговых двигателей (ТЭД) поступает в релейный модуль управления тягой в блоке ввода-вывода. Из этого модуля команда включения (выключения) двигателей также поступает в ARR-200.

### Интерьер

#### Кабина машиниста

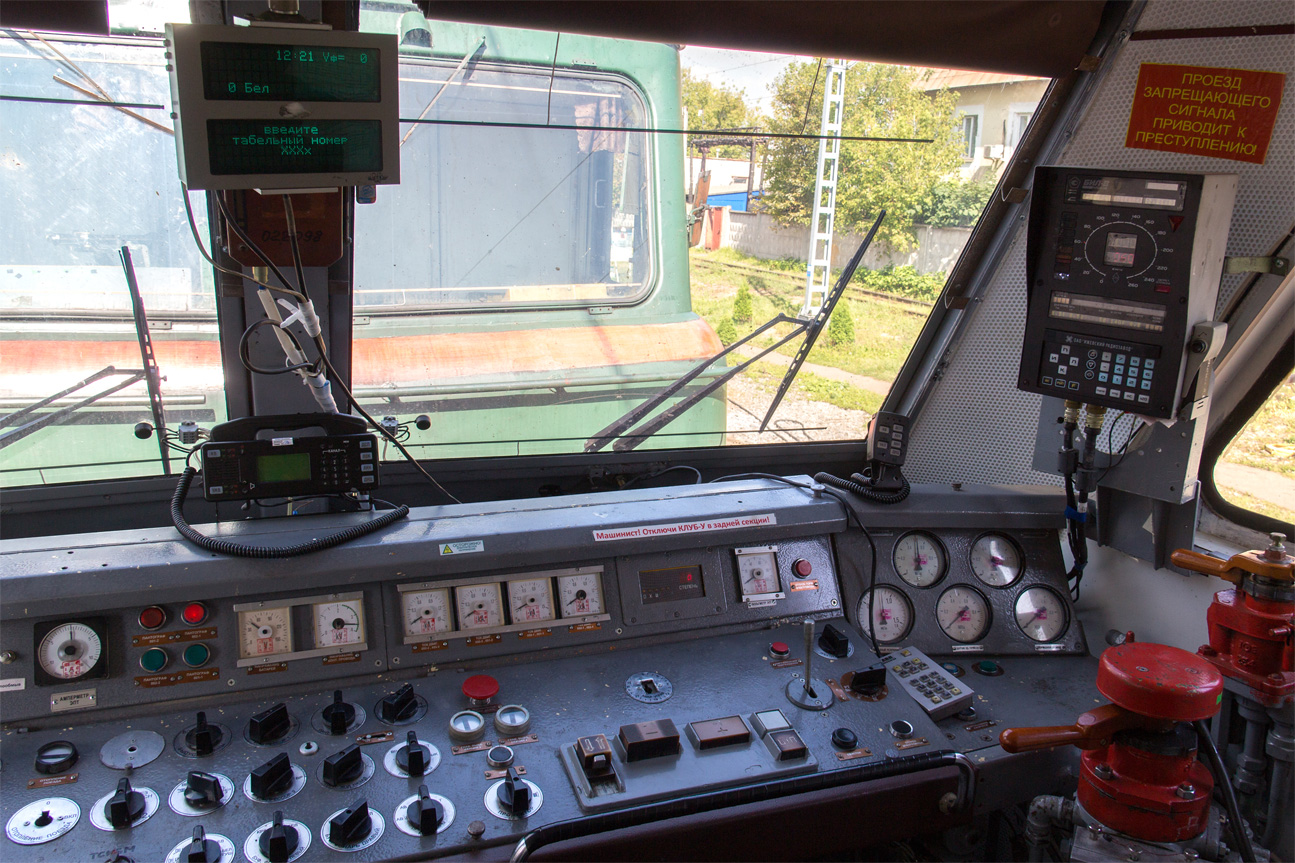
Пульт управления электровозом ЧС200-011

Кабина машиниста электровоза рассчитана на локомотивную бригаду из двух человек. В ней размещён пульт управления и прочая аппаратура, кресла машиниста (справа) и помощника (слева).
Вместо обычного барабанного контроллера управления, как на других чешских электровозах, пульт управления ЧС200 оборудован клавишным контроллером (с переключателем реверсоров, клавишами набора и сброса позиций, ослабления поля и включения автоведения). Для удобства ведения маневровой работы кабины машиниста оборудованы маневровым контроллером, расположенным у бокового окна со стороны кресла машиниста, а со стороны помощника машиниста находится индикаторное табло, позволяющее контролировать локомотивной бригаде работу электрических цепей и агрегатов электровоза, не выходя из кабины.
Между лобовыми окнами из триплекса толщиной 3,5 см расположен локомотивный светофор АЛС-200, позволяющий вести поезд с заданной скоростью в автоматическом режиме, учитывая количество свободных блок-участков впереди. Измерение скорости электровоза производит электронный указатель скорости и автоматический регулятор скорости (АРС), вмонтированный в приборную панель пульта управления электровозом, «завязанный» с системами автоматической локомотивной сигнализации (АЛС) и автоведения и имеющий две шкалы измерения скорости до 220 км/ч. Первая — программируемая машинистом через блок АРС на пульте управления, а вторая показывает достигнутую скорость электровоза. Слияние их в единую линию позволяет поддерживать скорость. Управляется автоведение с пульта c кнопками выбора заданной скорости движения от 0, 15, 25, 40, 50 … 180, 200 км/ч и переключателями работы в тяговых режимах, ходе, выбеге, с АЛС или без неё. Нажатие соответствующей кнопки определяет необходимую скорость, поддерживаемую в автоматическом режиме.
Второй скоростемер, швейцарской фирмы Hasler — электромеханический, имеющий шкалу показания скорости до 240 км/ч, с бортовыми самописцами внутри. Электровозы ЧС200 имеют три вида тормоза: пневматический, электропневматический и электродинамический (реостатный) тормоз, который впоследствии лег в разработку и строительство электровоза ЧС2Т (серия 63Е) и последующих чехословацких электровозов. Электровоз оснащён дистанционной чехословацкой системой управления тормозами Dako.

#### Машинное отделение

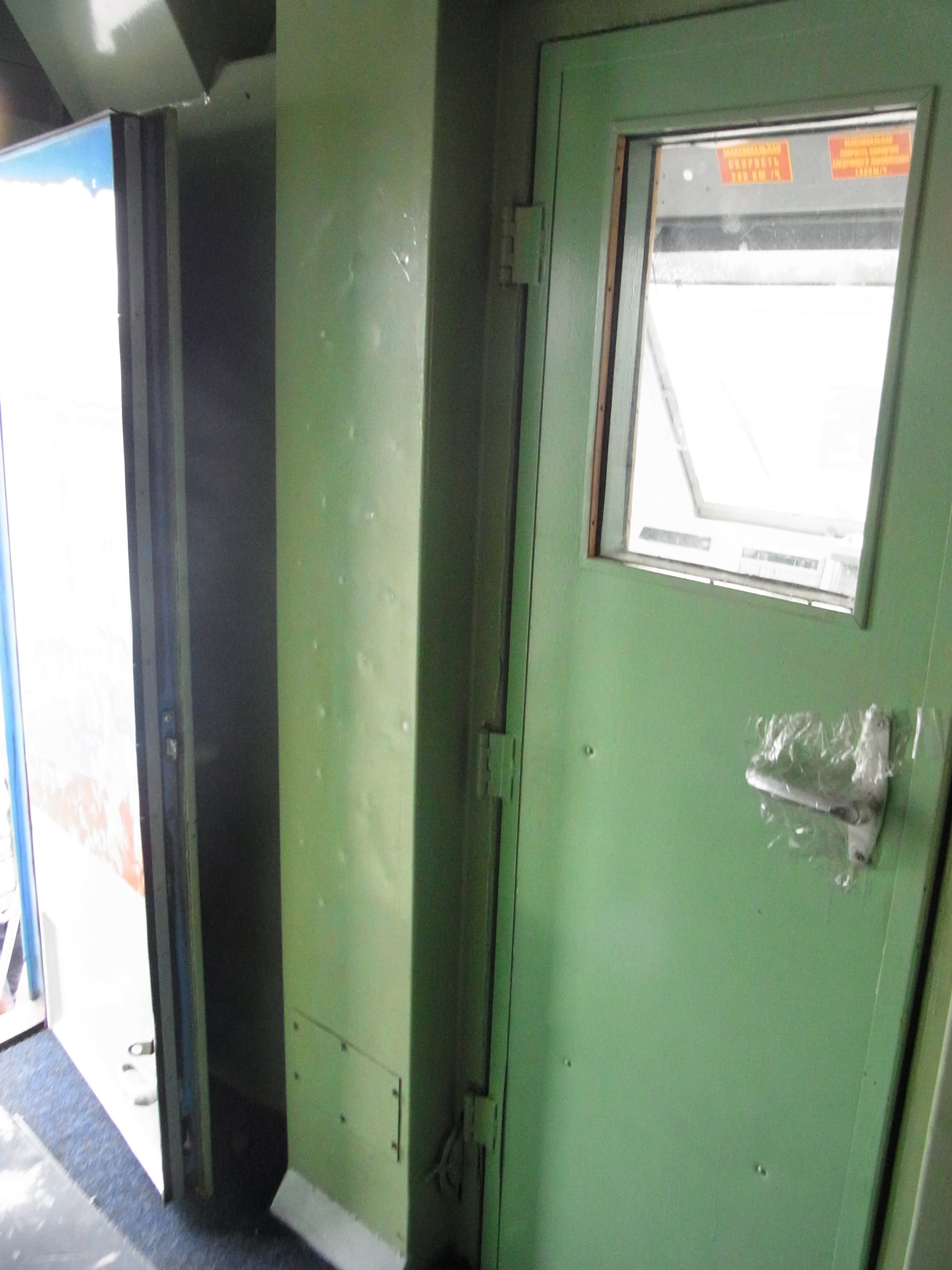
Дверь в кабину машиниста
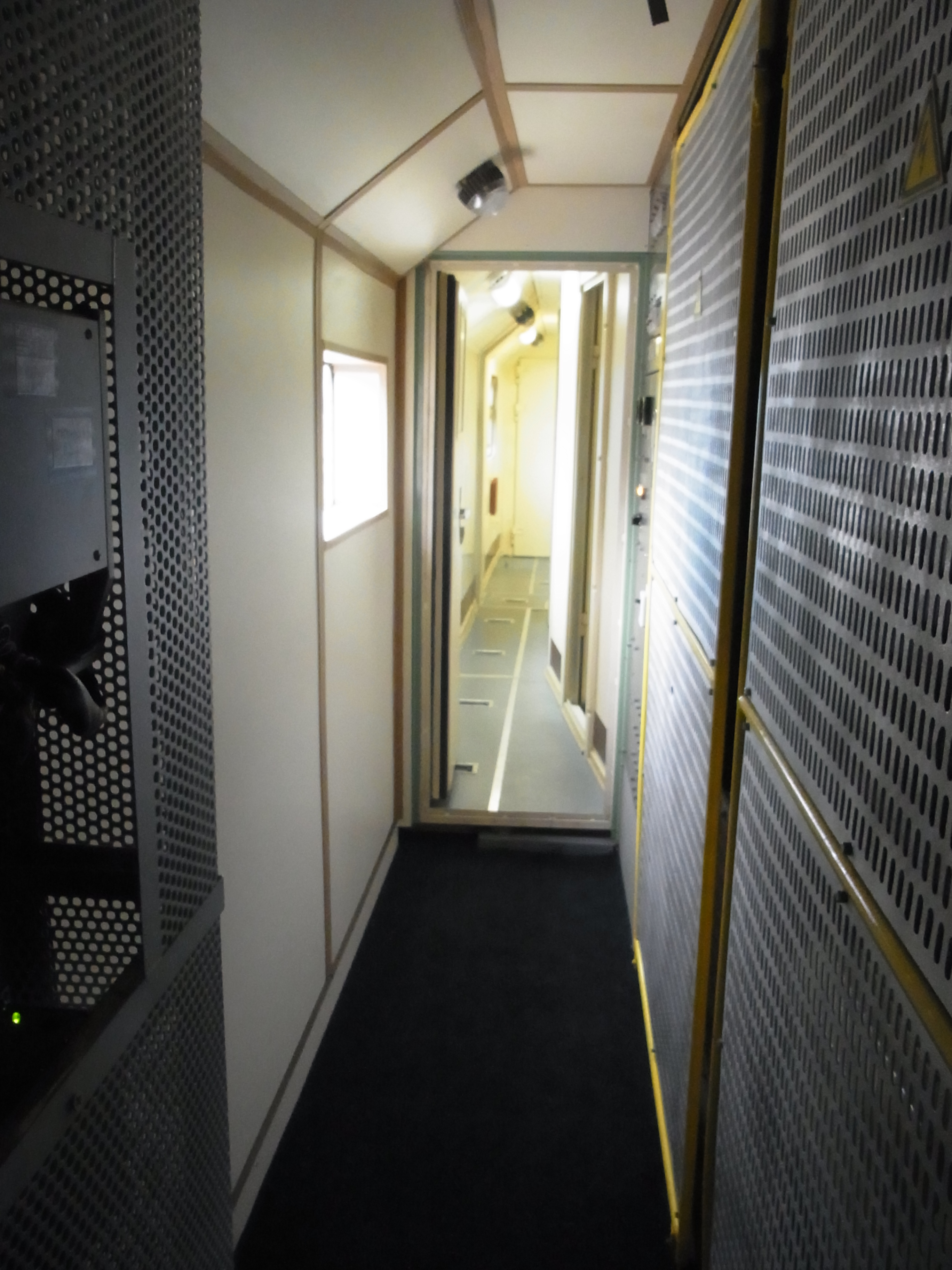
Коридор машинного отделения в модернизированном электровозе-лаборатории ЧС200-008, вид вперёд
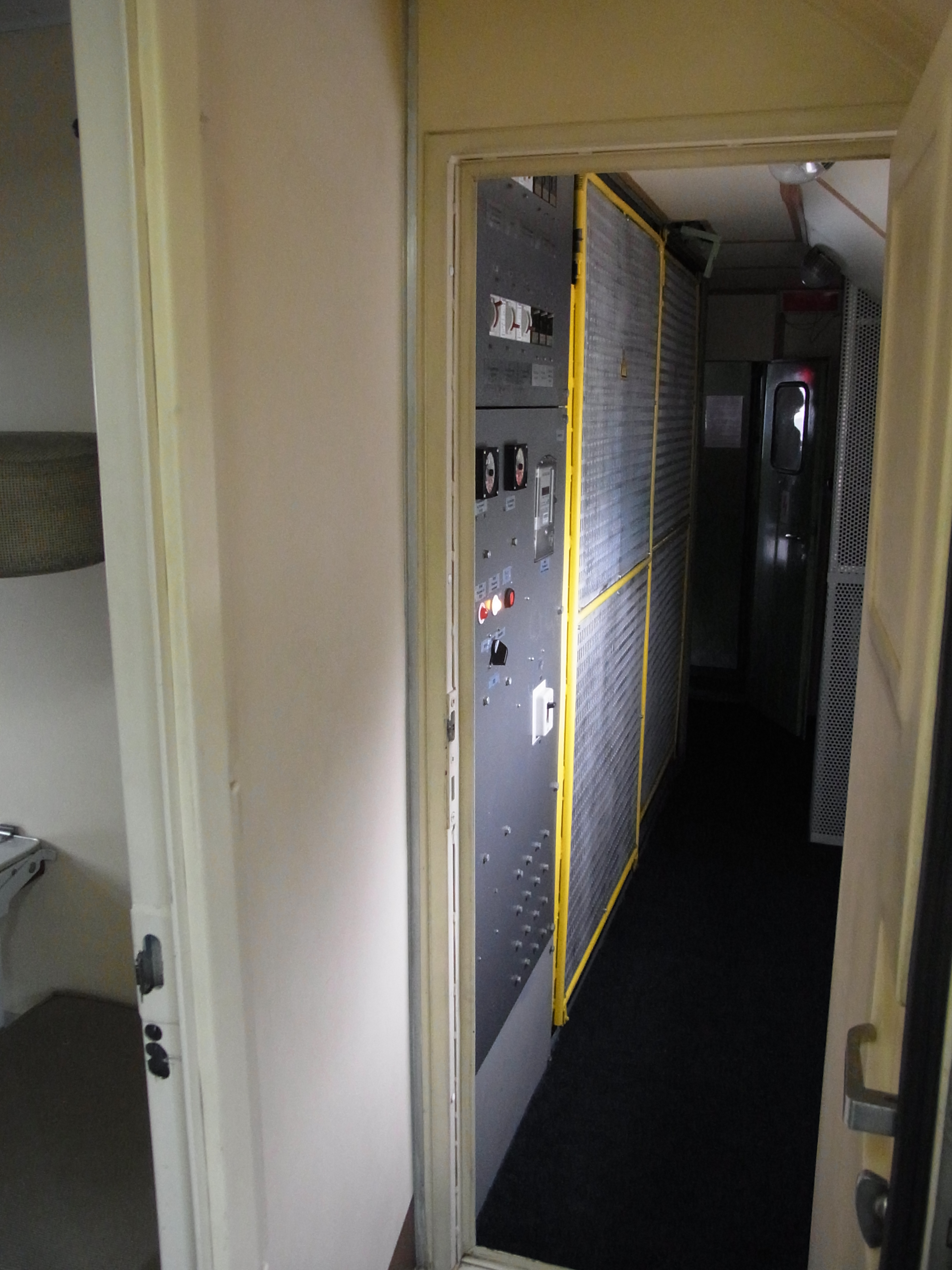
Коридор машинного отделения в модернизированном электровозе-лаборатории ЧС200-008, вид назад
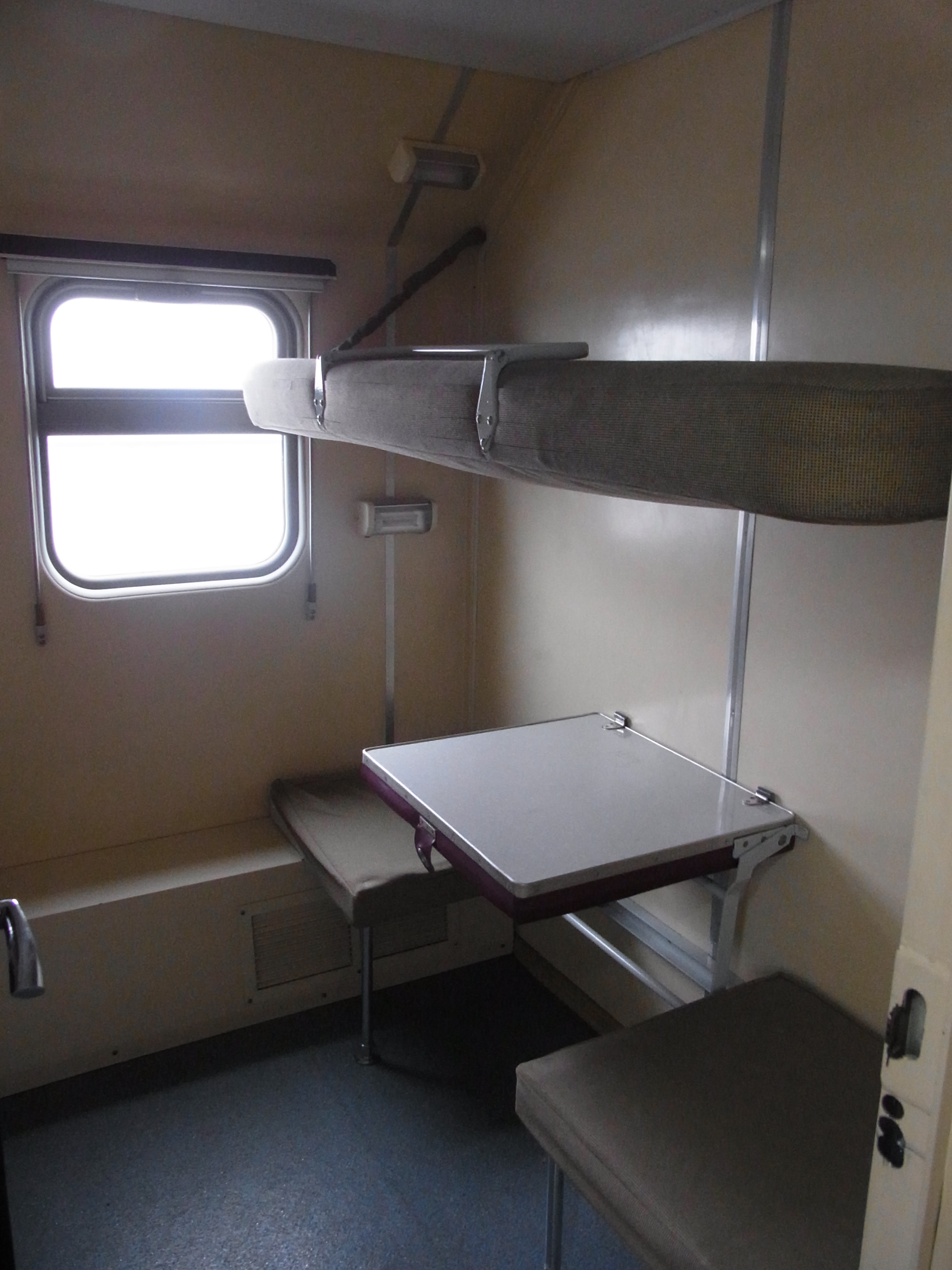
Купе отдыха персонала в модернизированном электровозе-лаборатории ЧС200-008

## Управление
При поднятых токоприёмниках, включенных быстродействующих выключателях (БВ) и электропневматическом клапане (ЭПК) автостопа, переключатель направления ставится в положение «Вперёд» или «Назад» и нажимается кнопка «+1». ПБК 330 поворачивается на первую позицию, по его сигналам включается часть линейных контакторов и контакторы ослабления поля, но включения тяги не происходит — позиция предназначена для проверки и подготовки.
Повторное нажатие кнопки «+1» включает вторую позицию, включаются недостающие линейные контакторы, тяговые двигатели включаются в работу с ослабленным возбуждением, что при нулевой скорости даёт снижение силы тяги для плавности трогания, и полностью введённым пусковым реостатом. Также на второй позиции ПБК автоматически включаются вентиляторы охлаждения ТЭД. Ослабление возбуждения при трогании из электровозов ЧС применяется только на ЧС6 и ЧС200, но широко распространено на электровозах ВЛ — например, ВЛ10, ВЛ11, ВЛ82М. При наборе третьей позиции отпадают контакторы ослабления возбуждения (ОВ), двигатели переходят на полное поле, при наборе четвёртой и последующих позиций включаются реостатные контакторы, постепенно закорачивая части пускового реостата. Ослабление возбуждения на второй позиции, обеспечивая плавное трогание, имеет негативный эффект при включении тяги на скорости — на второй позиции тяговые двигатели резко включаются в режим ОВ, появляется большая сила тяги, вызывающая рывок, при наборе третьей позиции сила тяги спадает.
На 5-й позиции, если включен переключатель «Зима/Лето» (в настоящее время выключен круглогодично), закорачивается пусковой резистор вентиляторов ТЭД, и они выходят на полные обороты. При скорости 50-70 км/ч достигается 27-я позиция, на которой полностью выводится реостат тяговых двигателей — эта позиция ходовая. Если нажата фиксирующаяся кнопка «ШП» (аббревиатура от неправильно переведённого с чешского языка на русский как «шунтировка поля» термина «ослабление поля»), то при нажатии кнопки «+1» на 27-й позиции ПК 330 переходит на 28-ю, включая первую ступень ОВ. Далее доступны ещё 4 ступени ОВ, на 32-й позиции завершается пуск тяговых двигателей на последовательном соединении.

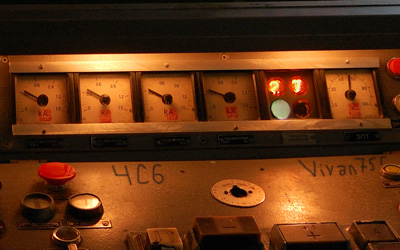
На указателе горит 27-я позиция, под цифрами зелёная лампа ходовой позиции (с выведенным пусковым реостатом)

На 32-й позиции возможен разгон до скорости 130—140 км/ч. Если отжать кнопку «ШП», то ПБК вернётся на 27-ю позицию. При отжатой кнопке «ШП» нажатие кнопки «+1» приведёт к непрерывному вращению ПБК 330 с 27-й позиции по 34-ю, при этом будет происходить не ослабление возбуждения, а переключение тяговых двигателей на параллельное соединение. На 34-й позиции будет вновь введён весь пусковой реостат и начнётся пуск ТЭД на параллельном соединении, полностью реостат будет выведен на 51-й позиции. На позициях 52-56 будут поочерёдно включены пять ступеней ослабления возбуждения. В норме переход на параллельное соединение разрешён с 80 км/ч, но при необходимости быстрого разгона возможен переход на меньшей скорости (но не менее 62 км/ч).
Для быстрого набора позиций кнопка «+1» утапливается дальше в положение «+» (вглубь пульта), при этом ПБК 330 непрерывно вращается на набор, останавливаясь на 27-й и 51-й позициях лишь в том случае, если нажата кнопка «ШП». Для сброса позиций существует кнопка сброса, позиции можно сбрасывать как по одной нажатием кнопки в положение «-1», так и непрерывно дожатием кнопки в положение «-». Быстро выключить тягу можно установкой реверсивного переключателя в нейтральное положение на позициях ПБК 330.

## Эксплуатация
Локомотивы поступили в депо ТЧЭ-8 Ленинград-Пассажирский-Московский Октябрьской железной дороги, для обслуживания пассажирских, скорых и скоростных поездов на линии Ленинград — Москва. Локомотивы работают на линиях Санкт-Петербург — Москва, Санкт-Петербург — Мурманск (до станции Свирь), Москва — Волховстрой — Мурманск (до станции Свирь), Санкт-Петербург — Вологда (до станции Бабаево), Великий Новгород — Москва, Санкт-Петербург — Хельсинки и Москва — Дача Долгорукова (Санкт-Петербург-Ладожский) — Хельсинки (до станции Выборг), и из Москвы и Санкт-Петербурга до станции Торжок.
Известно, что 19 мая 2024 года состоялся рейс двухэтажного поезда с электровозом ЧС200-009 который завершал свою эксплуатацию в этот день, а уже по состоянию на 21 мая  ни один локомотив не числился в эксплуатации. Опытный электровоз ЧС200-001 порезан, а ЧС200-002 передан в музей. Электровоз ЧС200-007 утилизирован. Электровоз-лаборатория ЧС200-008 не эксплуатируется с июля 2018 года по причине возгорания диагностической секции. Остальные электровозы серии находятся на консервации.

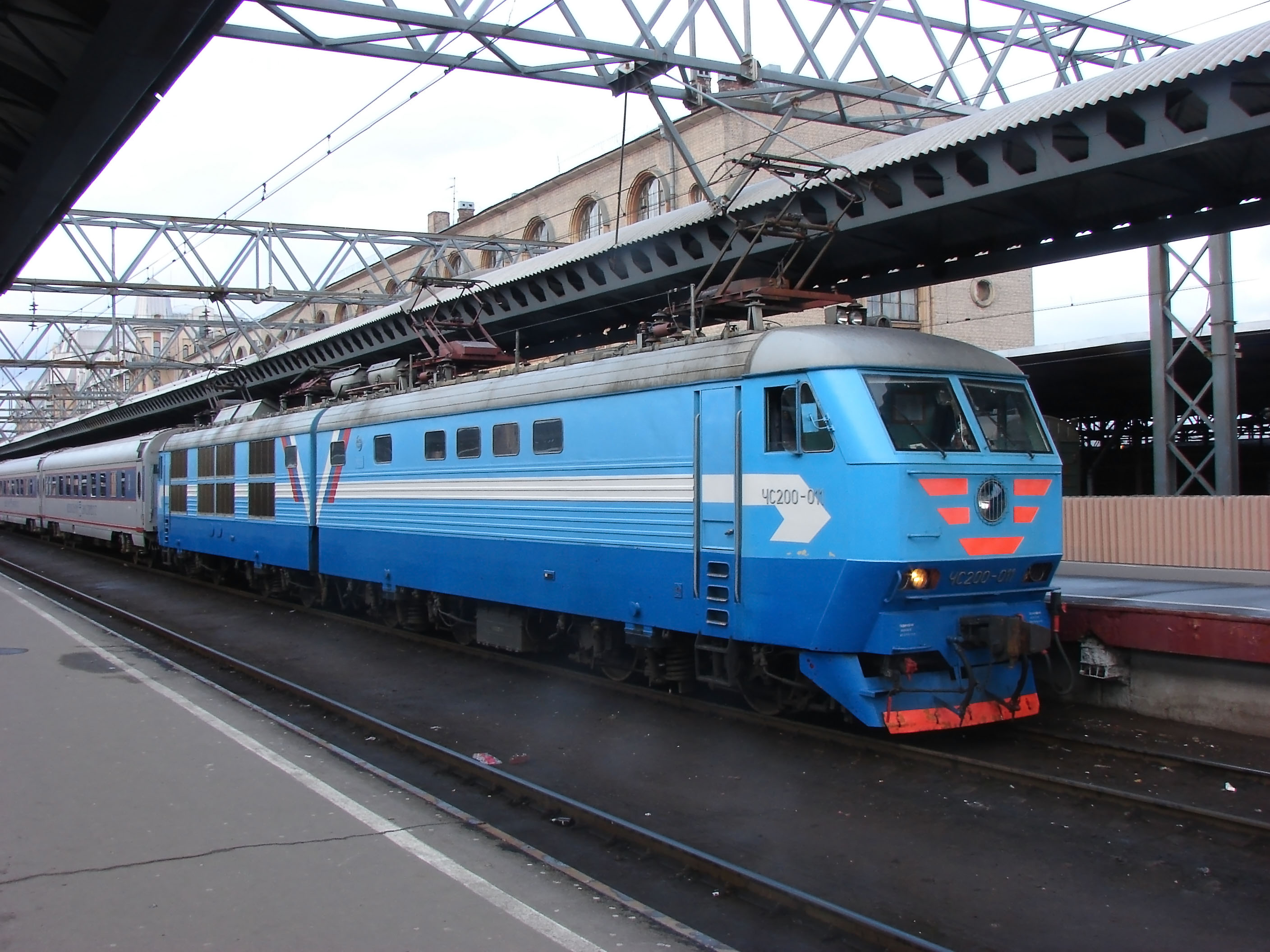
ЧС200-011 с поездом «Невский экспресс» на Московском вокзале Санкт-Петербурга
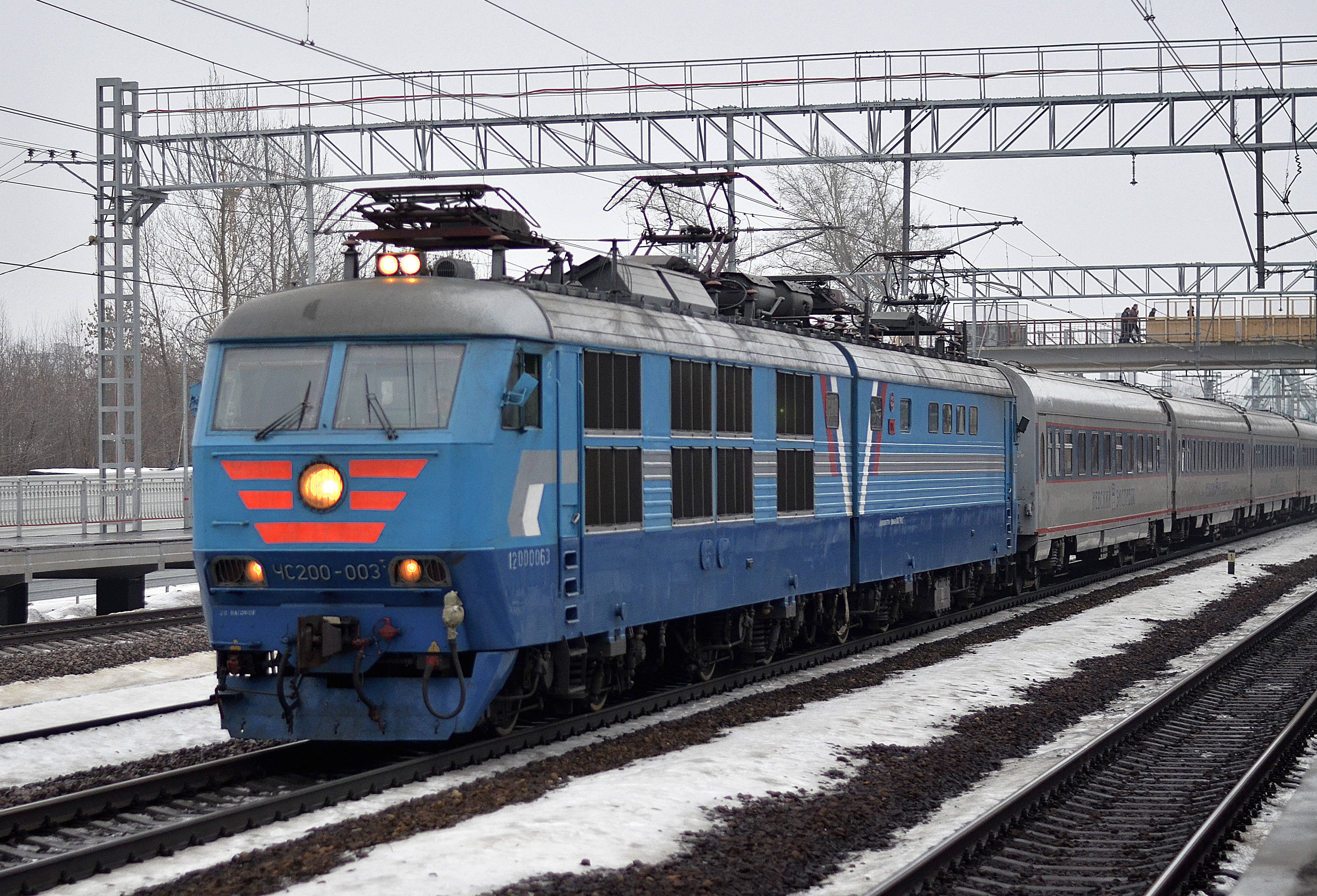
ЧС200-003 с поездом «Невский экспресс» в пути
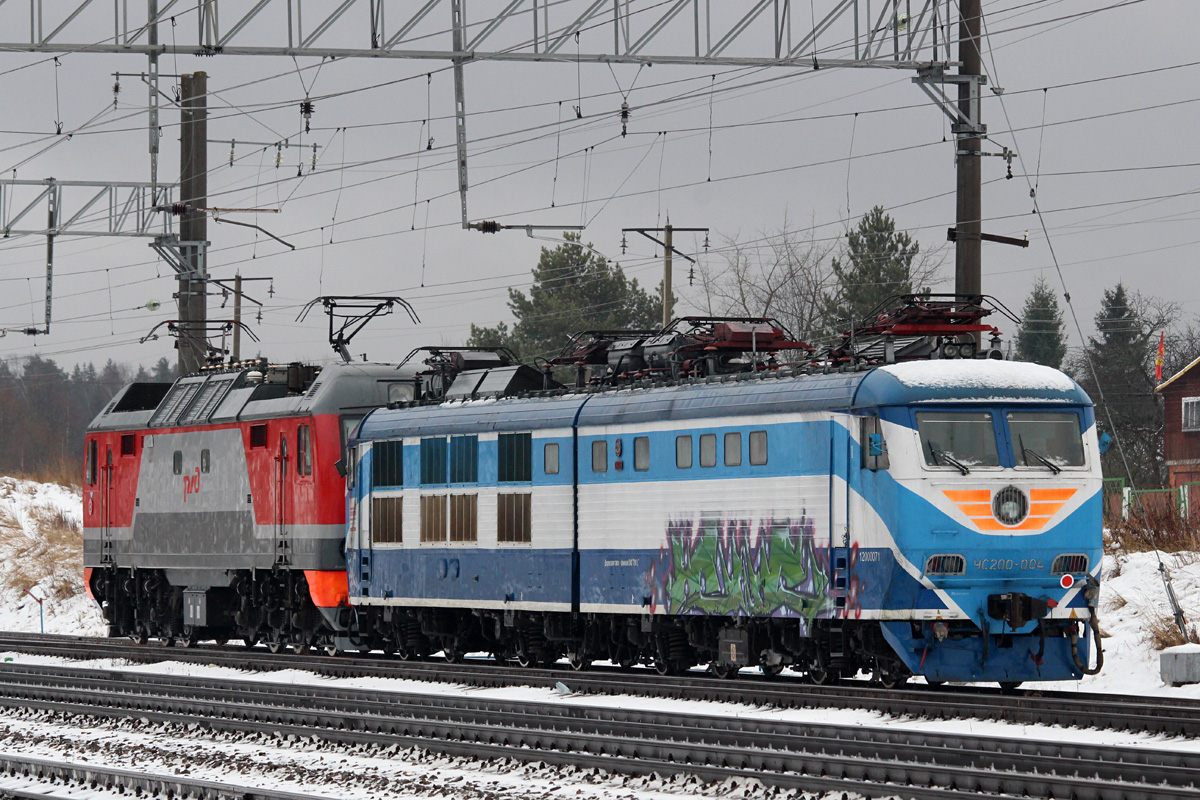
ЧС200-004 в голубо-бело-синей окраске, прицепленный к электровозу ЭП2К
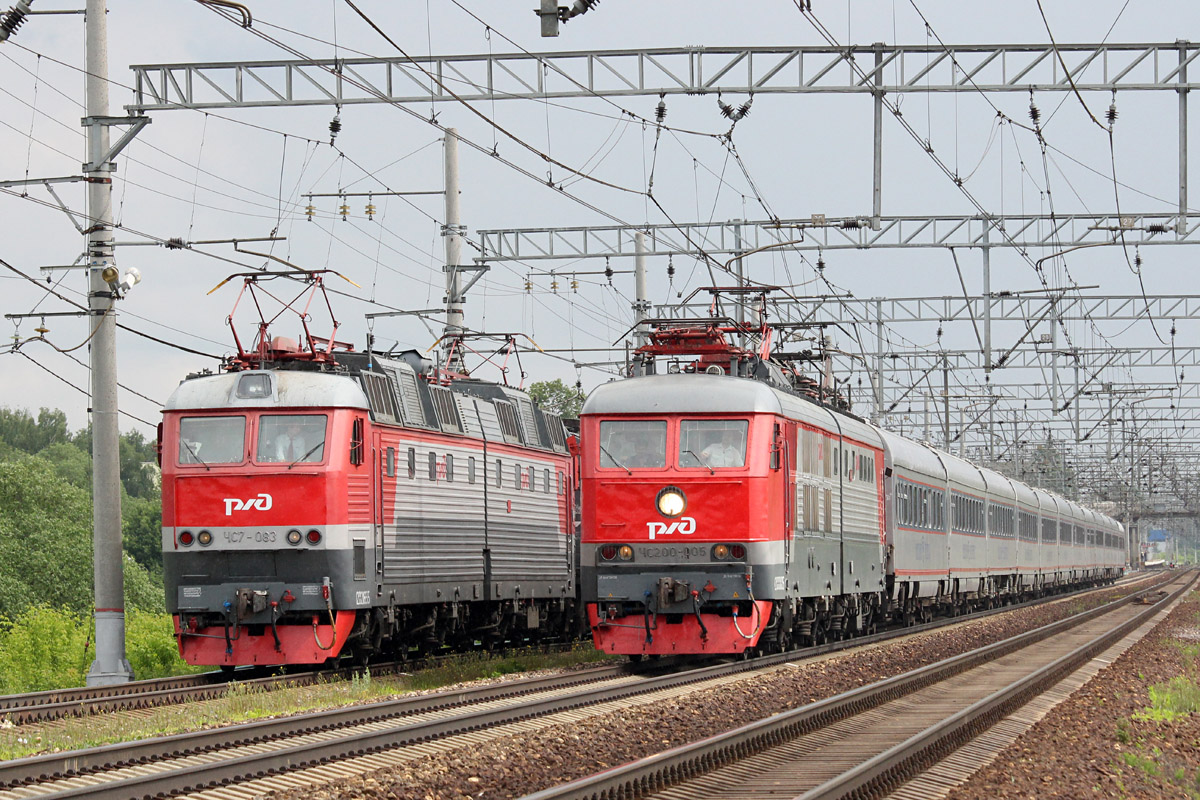
ЧС200-005 (справа) и ЧС7-083 в красно-серой окраске РЖД
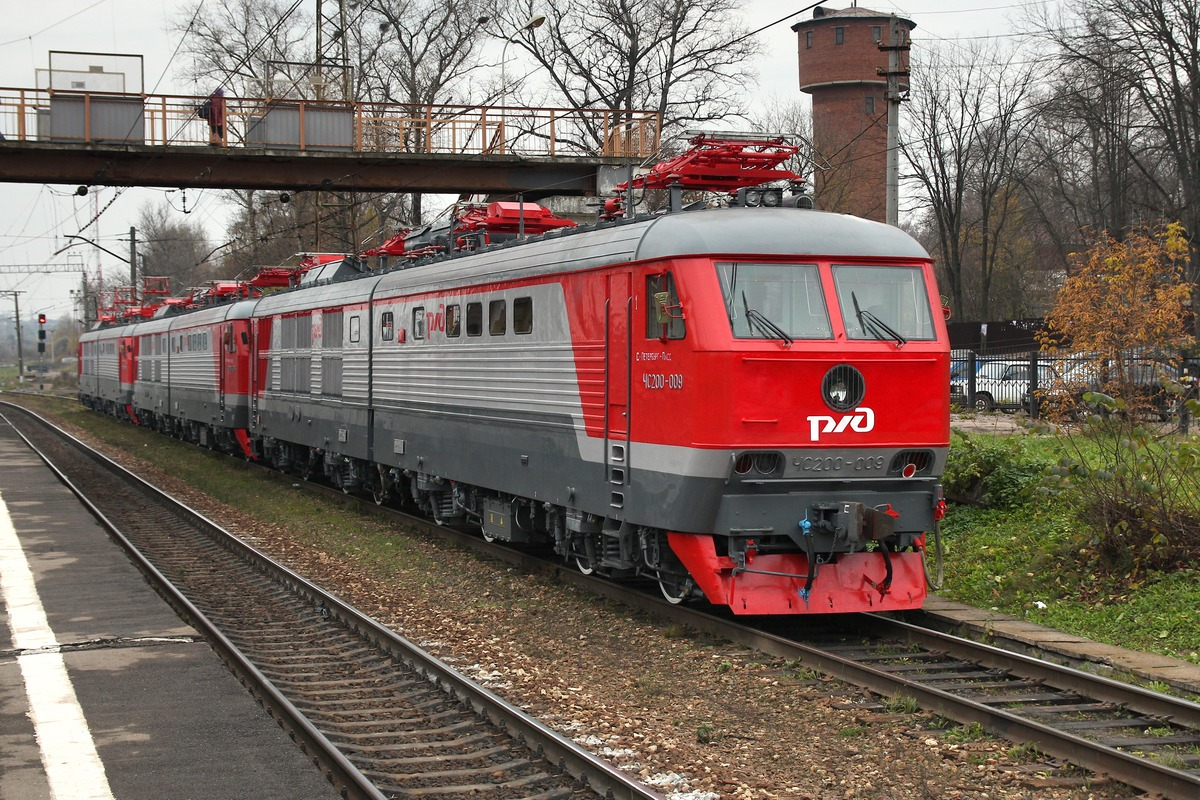
Сплотка ЧС200-009, 006 и 012 в красно-серой окраске РЖД
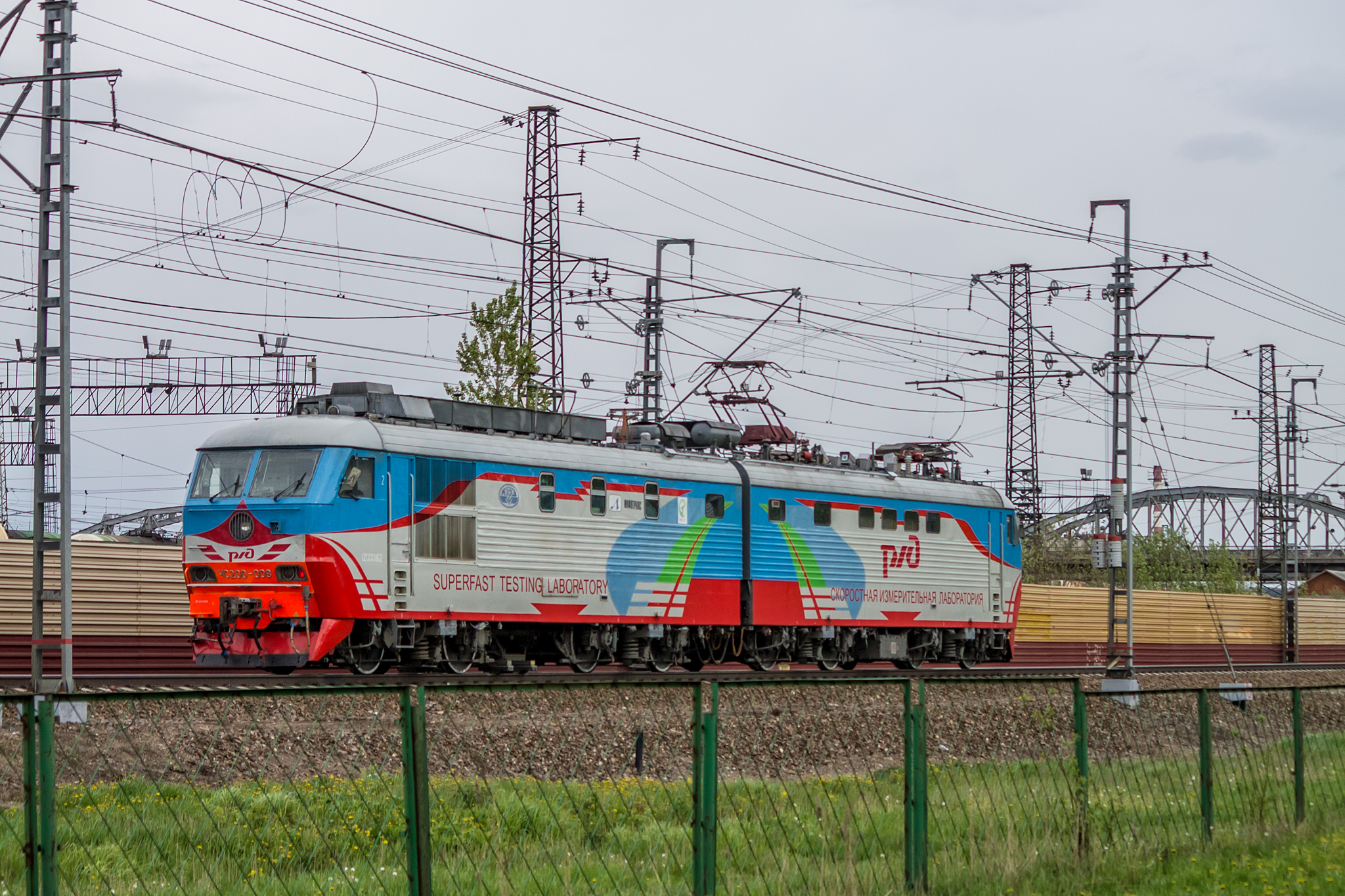
ЧС200-008 (лаборатория) в голубо-красно-сероватой окраске

### События и происшествия
- 11 февраля 2000 года при манёврах в депо была разбита одна из секций ЧС200-007. В результате, оборудование из неё было переставлено на неэксплуатируемую после неудачного капремонта секцию от ЧС6-030. В таком виде локомотив ЧС200-007/ЧС6-030 проработал до очередного капремонта в конце 2000-х.
- 2 декабря 2006 года на участке Лихославль-Калашниково Октябрьской железной дороги в ходе испытаний скоростной контактной подвески КС-200-06, на электровозе ЧС200-009 был установлен рекорд скорости для электровозов на железных дорогах России — 262 км/ч[6].
- 13 августа 2007 года в 21:38 на перегоне Бурга — Малая Вишера под электровозом ЧС200-004 поезда № 166 «Невский Экспресс» произошёл подрыв безоболочного взрывного устройства.
- 27 ноября 2009 года в 21:29 на 285 км линии Санкт-Петербург — Москва (перегон Угловка — Алешинка на границе Тверской и Новгородской областей) под электровозом ЧС200-010, следовавшим с поездом «Невский экспресс» со скоростью 196 км/ч, предположительно сработало взрывное устройство, в результате чего произошло крушение поезда[7].

## Электровозы ЧС200 в музеях и на «вечных стоянках»
Электровоз ЧС200-002 в качестве экспоната выставлен в Музее железных дорог России в Санкт-Петербурге.

## Технические характеристики

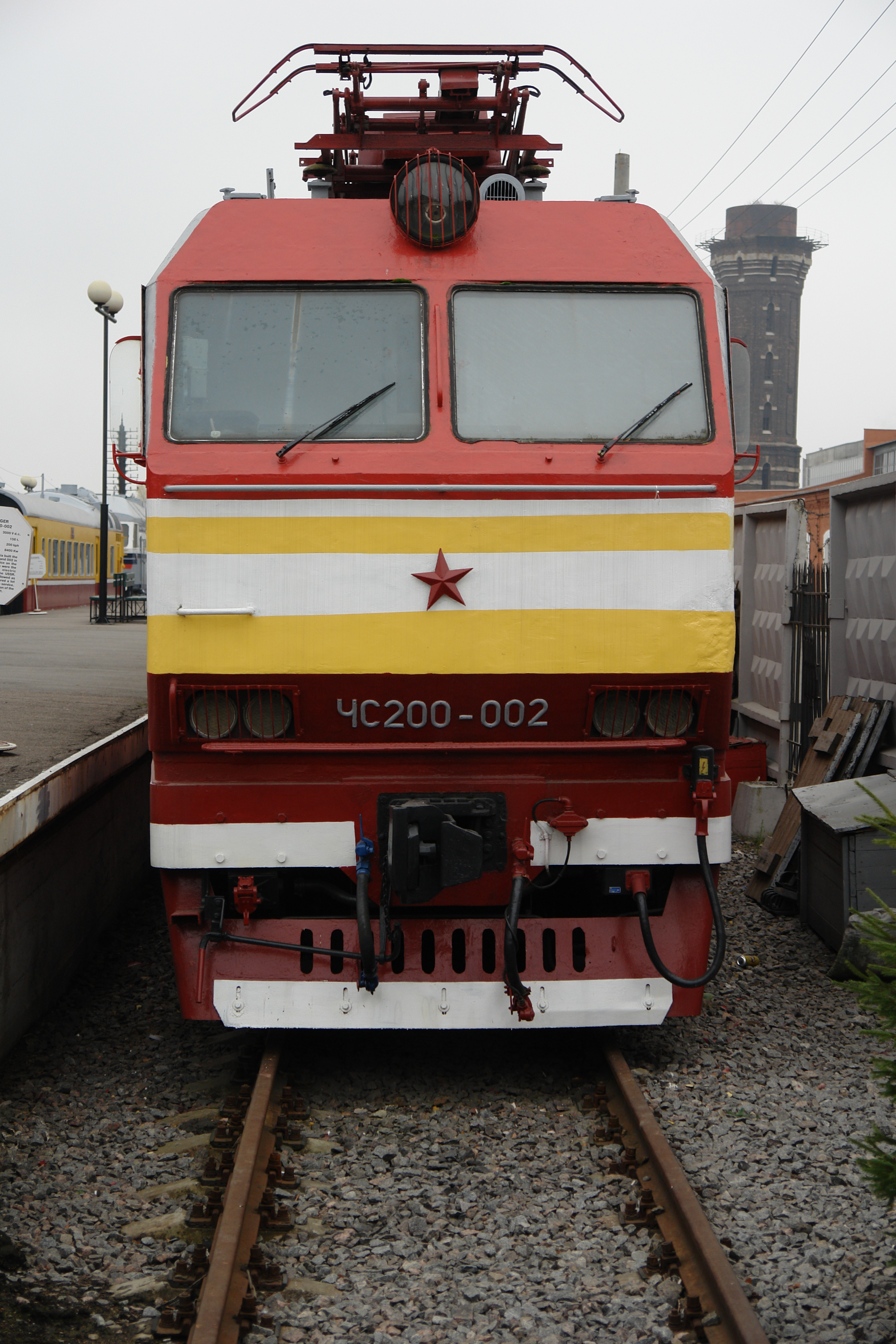
ЧС200-002, вид спереди

Основные технические характеристики электровозов ЧС200:
- Осевая формула — (20−20)+(20−20)
- Вес в рабочем состоянии — 156 т
- Часовая мощность ТЭД — 1050 кВт
- Сила тяги часового режима — 217 кН (22 130 кгс)
- Скорость часового режима — 135,9 км/ч
- Длительная мощность ТЭД — 1000 кВт
- Сила тяги длительного режима — 204 кН (20 800 кгс)
- Скорость длительного режима — 137,8 км/ч
- Максимальная сила тяги — 451 кН (46 000 кгс)
- Максимальная сила тяги при 5 км/ч — 352 кН (35 920 кгс)
- Максимальная сила тяги при 200 км/ч — 140 кН (14 320 кгс)
- Конструкционная скорость — 220 км/ч
- Минимальная скорость реостатного торможения — 65 км/ч
- Максимальное усилие при длительном реостатном торможении (120 км/ч) — 210 кН
- Напряжение контактной сети — 3 кВ
- Род тока — постоянный
- Мощность отопления состава — 1200 кВт (20 вагонов)